# Maqu
| Tibetische Bezeichnung                  |
| --------------------------------------- |
| Tibetische Schrift: རྨ་ཆུ་རྫོང་             |
| Wylie-Transliteration: rma chu rdzong   |
| Offizielle Transkription der VRCh: Maqu |
| THDL-Transkription: Machu               |
| Chinesische Bezeichnung                 |
| Traditionell: 瑪曲縣                    |
| Vereinfacht: 玛曲县                     |
| Pinyin:Mǎqǔ Xiàn                        |

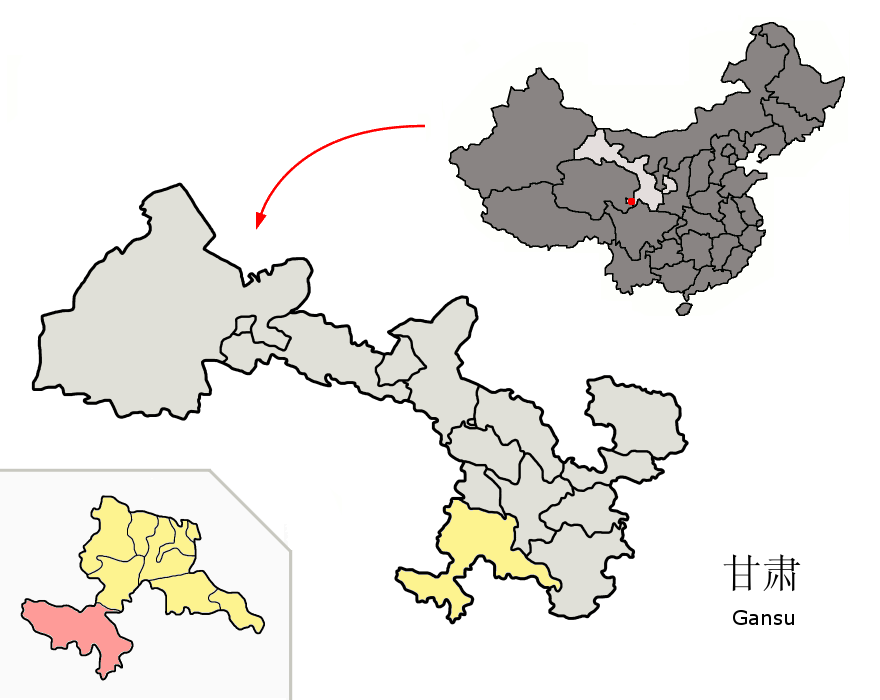
Lage des Kreises Maqu (rosa) in der bezirksfreien Stadt Gannan (gelb)

Maqu (Machu) ist ein Kreis des Autonomen Bezirks Gannan der Tibeter in der chinesischen Provinz Gansu. Er hat eine Fläche von 10.392 Quadratkilometern und zählt 58.200 Einwohner (Stand: Ende 2018).

## Administrative Gliederung
Auf Gemeindeebene setzt sich der Kreis aus einer Großgemeinde und sieben Gemeinden zusammen.
Diese sind (Pinyin/chin.):
- Großgemeinde Nima 尼玛镇

- Gemeinde Oula 欧拉乡
- Gemeinde Oula Xiuma 欧拉秀玛乡
- Gemeinde Awancang 阿万仓乡
- Gemeinde Muxihe 木西合乡
- Gemeinde Qihama 齐哈玛乡
- Gemeinde Cairima 采日玛乡
- Gemeinde Manrima 曼日玛乡

## Ethnische Gliederung der Bevölkerung (2000)
Beim Zensus im Jahr 2000 hatte Maqu 41.399 Einwohner.
| Name des Volkes | Einwohner | Anteil  |
| --------------- | --------- | ------- |
| Tibeter         | 35.960    | 86,86 % |
| Han             | 4.189     | 10,12 % |
| Hui             | 1.142     | 2,76 %  |
| Manju           | 17        | 0,04 %  |
| Tu              | 16        | 0,04 %  |
| Salar           | 16        | 0,04 %  |
| Bai             | 16        | 0,04 %  |
| Dongxiang       | 13        | 0,03 %  |
| Bonan           | 10        | 0,02 %  |
| Mongolen        | 8         | 0,02 %  |
| Uiguren         | 6         | 0,01 %  |
| Sonstige        | 6         | 0,01 %  |